# Eliza Seaman Leggett
Eliza Seaman Leggett (9 de mayo de 1815 - 8 de febrero de 1900) fue una sufragista y abolicionista estadounidense.

## Biografía
Seaman Leggett nació el 9 de mayo de 1815 en la ciudad de Nueva York, en el 90 (más tarde 21) de la calle Beekman, fueron sus padres Valentine Seaman y Anna Ferris. Su padre murió en 1817, y ella —la más joven de los diez hermanos— fue la última niña que todavía vivía en la casa familiar. Después de su muerte, ella pasó sus veranos con William Hicks, un rico comerciante, donde conoció a Augustus Wright Leggett, y se casaría con él en 1836. Pasaron un corto tiempo en Peekskill, antes de trasladarse a North Hempstead (Nueva York), y en 1852, se mudaron a Míchigan, pasando un tiempo en Pontiac y Clintonville, antes de establecerse en Detroit.
Su casa sirvió como parada en el Ferrocarril Subterráneo, y también fue visitada por muchos Progresistas, incluyendo a Amos Bronson Alcott, Julia Ward Howe y Sojourner Truth. También estuvo involucrada en el movimiento de sufragio femenino. Seaman Leggett abogó por las fuentes de agua públicas en Detroit, convirtiéndose en una de las principales razones por las que la ciudad creó finalmente fuentes de agua públicas, y fue en gran medida responsable de los primeros baños públicos en las tiendas de la ciudad. También promovió fuertemente el Día de la Raza. Leggett fue la fuerza impulsora detrás del establecimiento de Belle Isle Park como un parque. Fue fundadora del Detroit Woman's Club.
Conoció y mantuvo correspondencia con muchos escritores, entre ellos William Ellery Channing, Washington Irving, Theodore Parker, Amos Bronson Alcott, William Cullen Bryant, Walt Whitman, Louisa May Alcott, Ralph Waldo Emerson y Lucretia Mott. Leggett también trabajó con Helen Eliza Benson, William Lloyd Garrison, Lyman Beecher, Laura Smith Haviland y Elizabeth Comstock.

## Fallecimiento y Legado
Leggett falleció el 8 de febrero de 1900 en Llanuras de Drayton, Míchigian. Fue introducida en el Salón de la Fama de las mujeres de Míchigan el año 2003.